# HEMA
HEMA (antigament en neerlandès l'acrònim de Hollandsche Eenheidsprijzen Maatschappij Amsterdam: "Companyia holandesa de preus estàndards Amsterdam" en català) és una cadena de grans magatzems neerlandesos especialitzada en productes domèstics a baix preu, fabricats per la mateixa cadena. Cada magatzem d'HEMA disposa d'una gran varietat de productes: roba, aliments, equipament per a bicicletes, eines de jardineria i material d'oficina.
El primer magatzem que obrí les portes fou a Amsterdam el 4 de novembre de 1926. Al començament, era similar a una botiga de tot a 100, els productes eren venuts segons un barem de preus fixos: 10, 25 o 50 cèntims. I més tard arribant als 75 i 100 cèntims. Aquest enfocament comercial explica l'antic acrònim de la societat.

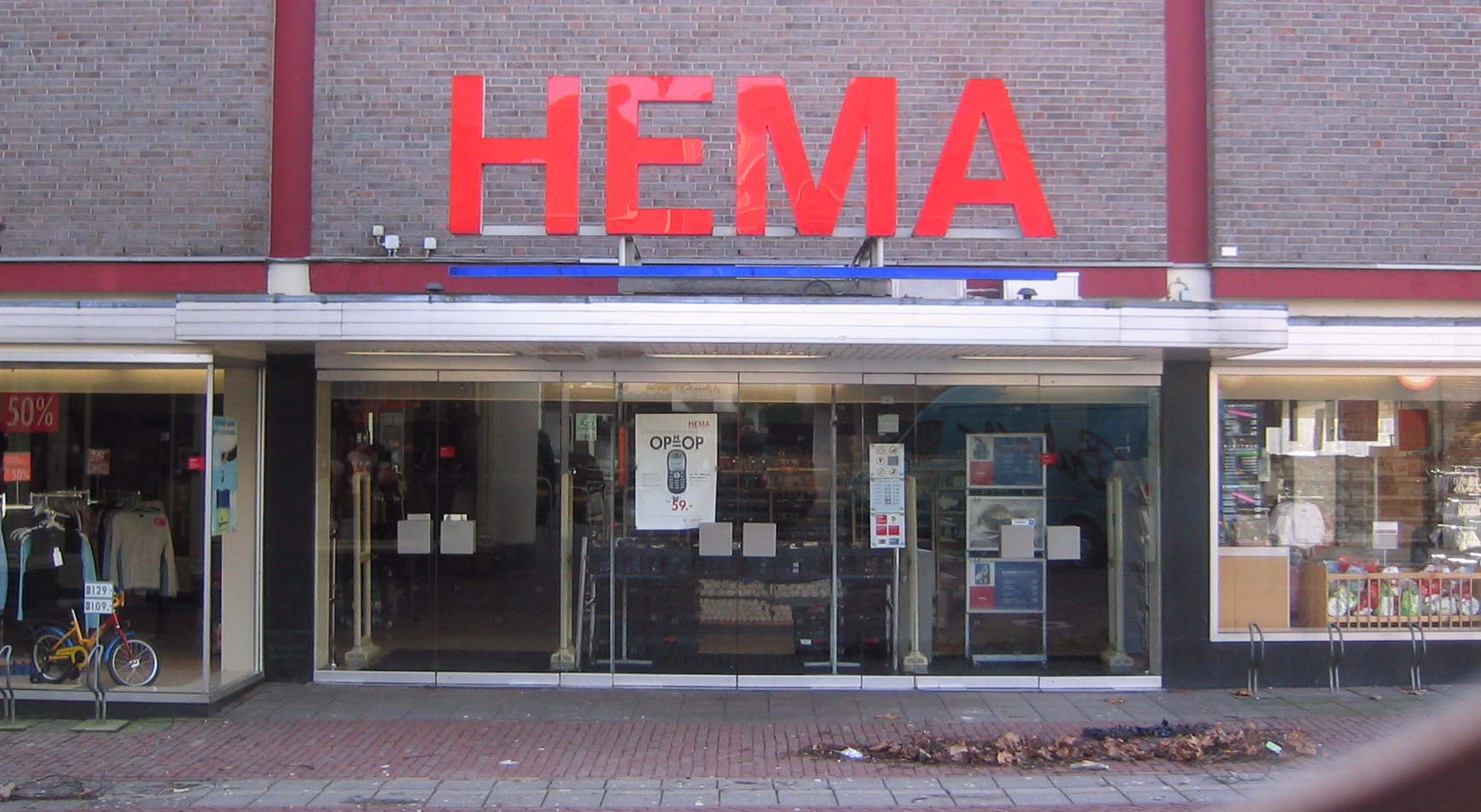
L'aparador d'una botiga HEMA a Amsterdam als Països-Baixos

Després de la Segona Guerra Mundial, aquest model de preus es va abandonar. Un període de ràpid creixement fou seguit. I el 2009 en gairebé cada ciutat  neerlandèsa important hi havia un magatzem HEMA.

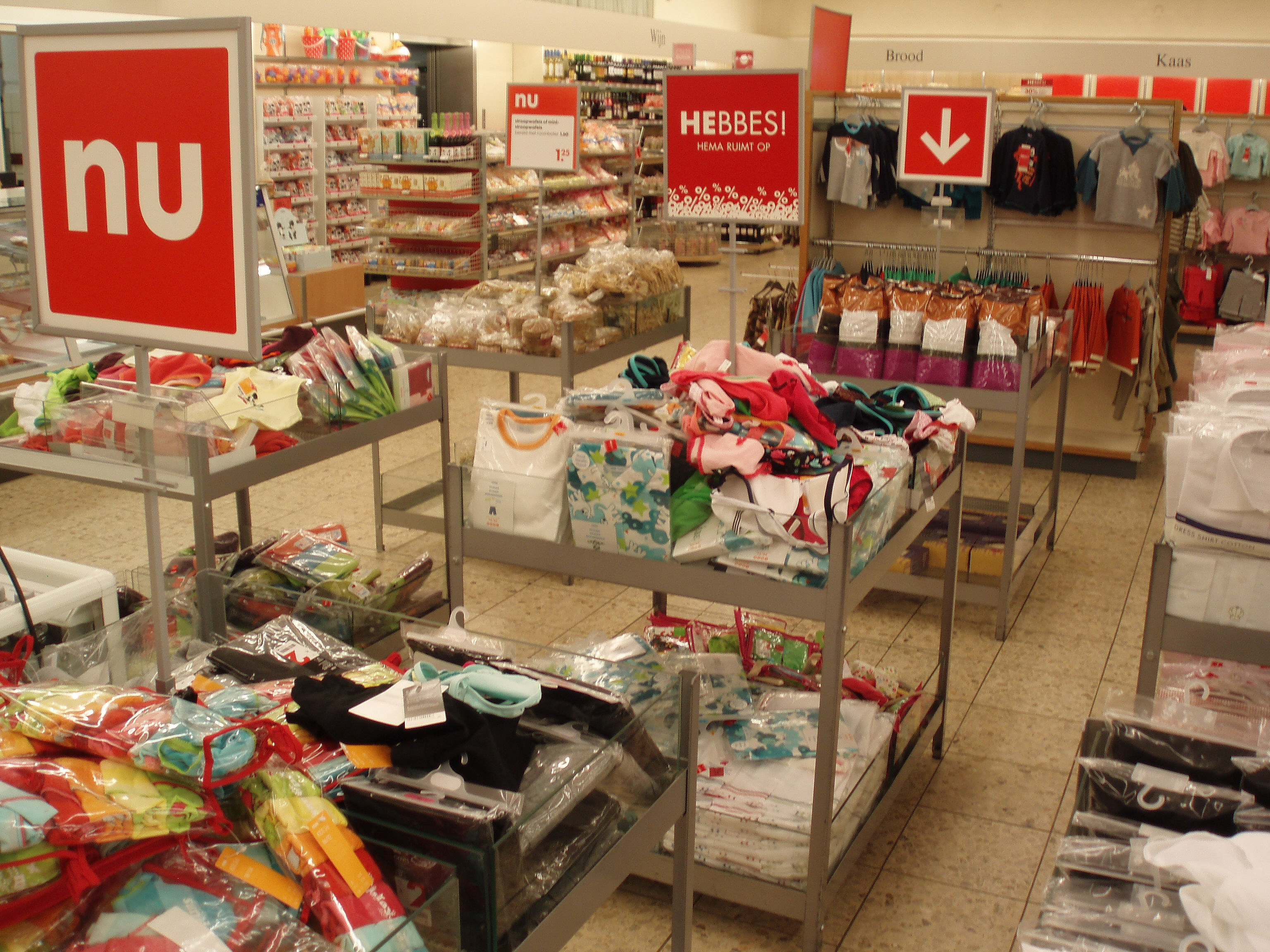
L'interior típic d'un establiment HEMA a Zwolle als Països Baixos

Des dels anys 1990, HEMA va començar l'expansió fora dels Països Baixos, a països com Alemanya, Bèlgica (sobretot per l'adquisició dels magatzems Sarma), França i Luxemburg. El 2009 tenia més de 10.000 persones en 492 centres de treball als Països Baixos, 90 a Bèlgica, 10 a Alemanya, 27 a França i 4 a Luxemburg.
Va formar part de la societat Maxeda fins al juny de 2007 quan va ser adquirida per Lion Capital LLP.

## Implantació
| Estat         | 1r centre | Núm. de magatzems (2017) |
| ------------- | --------- | ------------------------ |
| Països Baixos | 1926      | 530                      |
| Bèlgica       | 1984      | 98                       |
| Alemanya      | 2002      | 10                       |
| Luxemburg     | 2006      | 4                        |
| França        | 2009      | 55                       |
| Regne Unit    | 2014      | 7                        |
| Espanya       | 2014      | 9                        |
| Mèxic         | 2020      | online                   |